# Ernst Metz (Maler)

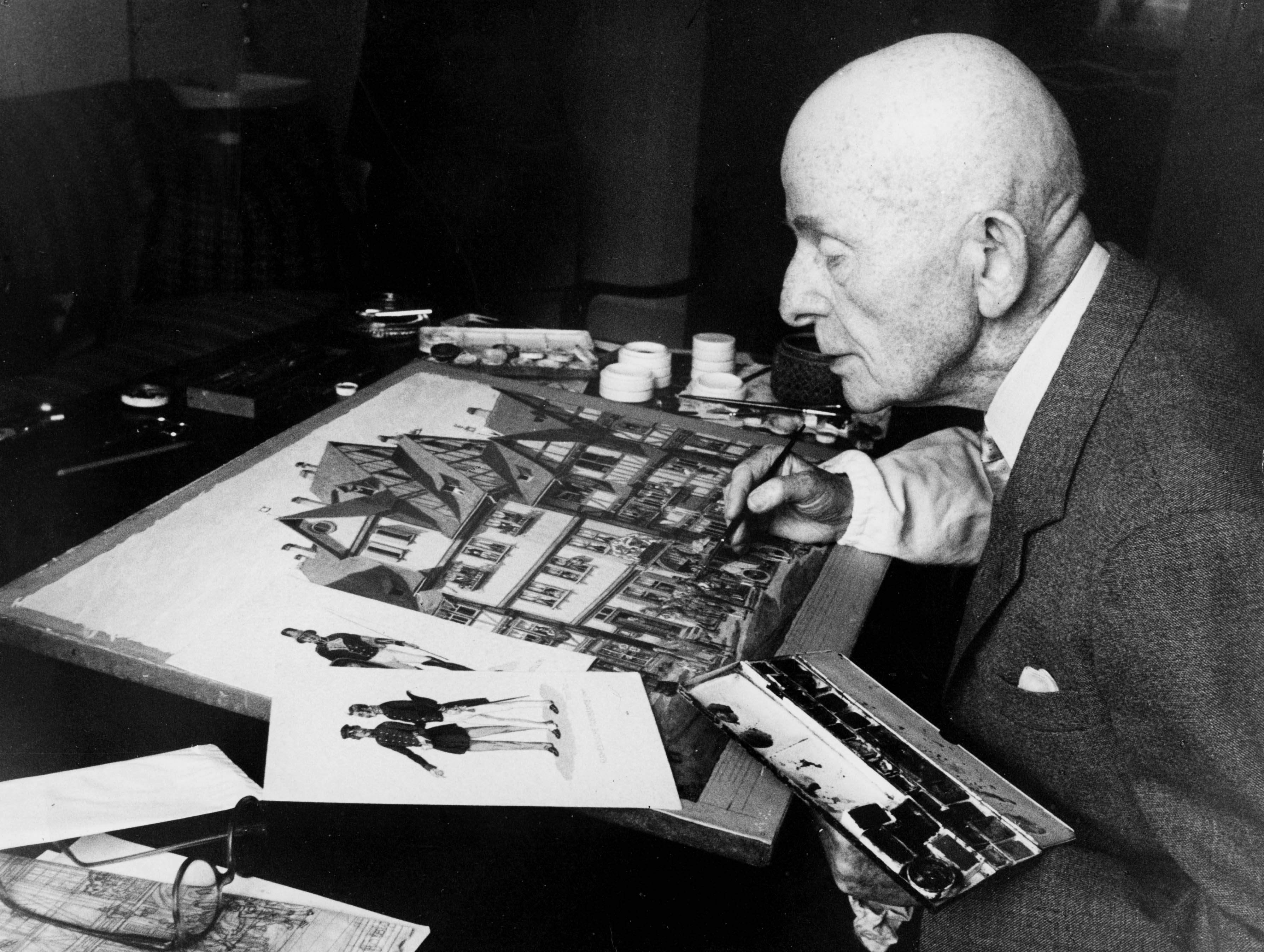
Ernst Metz bei der Arbeit

Ernst Christopher Metz (* 23. Februar 1892 in Cassel; † 25. Dezember 1973 in Eschwege) war ein deutscher Maler und Grafiker, der vor allem durch seine Darstellung deutscher Stadtansichten in historischer Sicht bekannt geworden ist.

## Leben
Ernst Metz, Sohn des Lehrers Heinrich Metz und Marie Schönewald, lebte und arbeitete von 1919 bis zu seinem Tod 54 Jahre in der Kreisstadt Eschwege an der Werra.
Nach dem frühen Tod des Vaters studierte er ab 1910 an der Königlichen Kunstakademie Cassel Malerei. Das Studium wurde 1913 unterbrochen durch seine einjährige Dienstzeit beim 16. Bayerischen Infanterie-Regiment in Passau. Dann wurde es durch den Ausbruch des Ersten Weltkriegs abgebrochen, den Ernst Metz von Anfang bis Ende, mit Fronteinsätzen, als Offizier mitmachen musste. Nach einer Verwundung konnte er im Juni 1918 in Cassel die Zeichenlehrer-Prüfung „mit Auszeichnung“ ablegen.
Im Mai 1919 trat Metz seine Stelle als akademischer Zeichenlehrer an der Friedrich-Wilhelm-Schule (Realgymnasium) in Eschwege an.
Im April 1918 hatte er die Zeichenlehrerin Erika Bornemann (* 1894) aus Clausthal geheiratet, die er beim Studium in Cassel kennengelernt hatte. 1919 wurde Sohn Wolfgang († 1992, Historiker) geboren, 1928 Sohn Harald († 8. November 2018 in Heringen, Biologe).
Metz beantragte am 18. Mai 1937 die Aufnahme in die NSDAP und wurde rückwirkend zum 1. Mai desselben Jahres aufgenommen (Mitgliedsnummer 5.395.313). Er fertigte ein lebensgroßes Porträt von Adolf Hitler an, das 1933 an der Stirnseite der Aula der Friedrich-Wilhelm-Schule aufgehängt wurde. Ab dem 1. November 1936 war Metz Major der Reserve und diente beim Grenadier-Regiment 88. Er war darüber hinaus Mitglied der Nationalsozialistischen Volkswohlfahrt, des Nationalsozialistischen Lehrerbundes und SA-Obertruppführer. Im Juli 1943 wurde er aufgrund politischer Nichteignung aus der SA ausgeschlossen.
Seine Frau Erika verstarb 1941. 1943 heiratete Ernst Metz die Kriegerwitwe Friedel Pottgießer (1905–2004).
Im Zweiten Weltkrieg wurde sein Schuldienst von Kriegsbeginn bis 1943 unterbrochen, während Metz, zuletzt als Major, Leiter des Wehrmeldeamts Eschwege (Kreis-Wehrersatzbehörde) war. Nach 1945 war er schwer herzleidend und konnte den Schuldienst nicht wieder aufnehmen. Er wurde deshalb vorzeitig pensioniert.

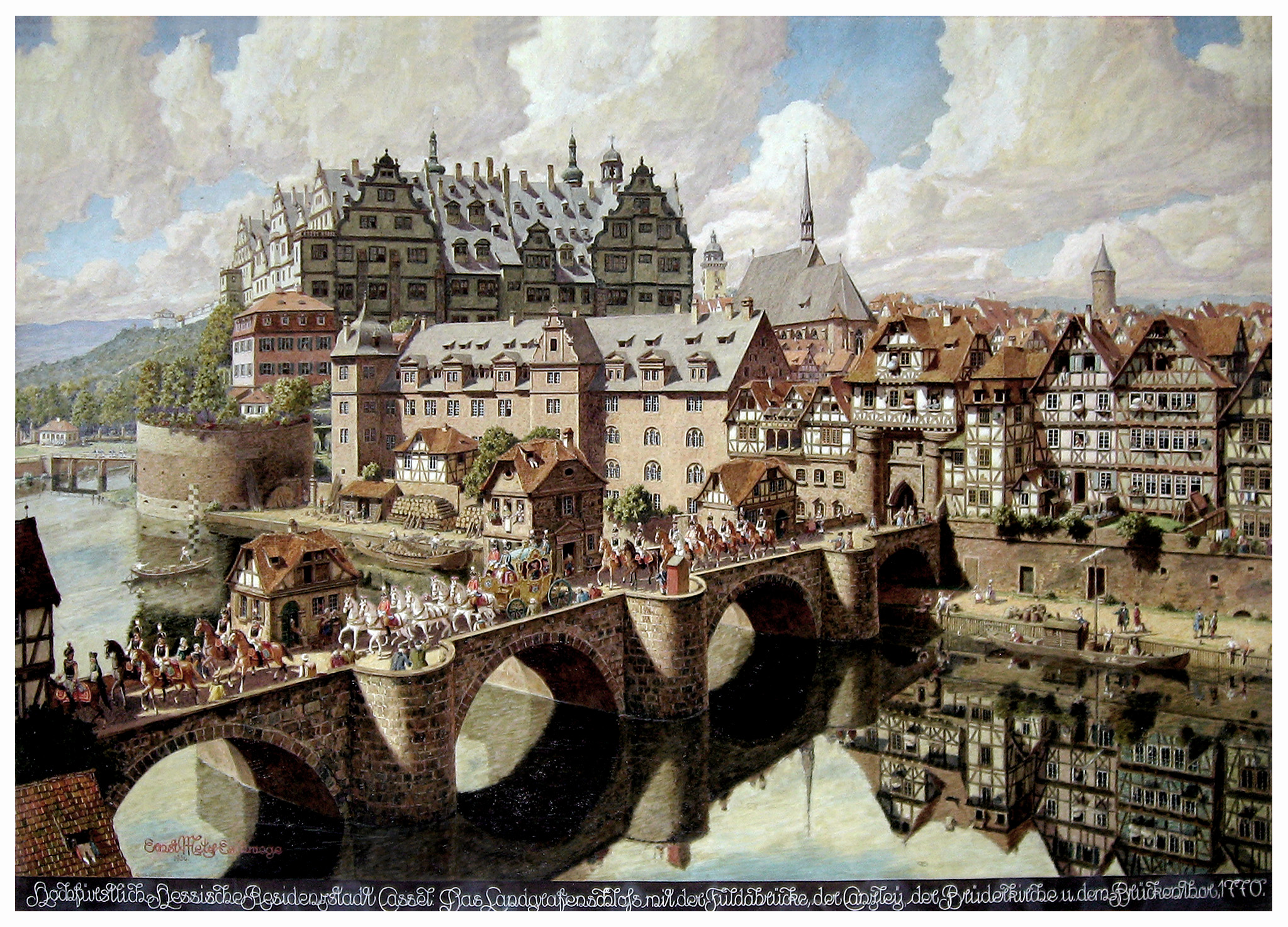
Kassel, Schloss und Fuldabrücke 1770

 Im Rahmen des Spruchkammerverfahrens gegen ihn wurde Metz als Mitläufer eingestuft.

## Werk
Metz lehnte es ab, sich bestimmten Kunstrichtungen oder -stilen einzuordnen. Stark beeinflusst wurden seine frühen Arbeiten durch die seinerzeit weit verbreiteten Werke von Otto Ubbelohde, einem Onkel seiner Frau Erika, der besonders durch seine Illustrationen zu den Grimmschen Märchen bekannt wurde. Außerdem sind Einflüsse des Malers Paul Hey aus Gauting unverkennbar, der als Illustrator von Büchern und Autor unzähliger Postkarten und Sammelbilder ungewöhnlich produktiv war. Beide Künstler hat er aber nur flüchtig persönlich kennengelernt und hatte keine Gelegenheit, bei ihnen zu arbeiten.
Seine Werke ab 1919 bestanden aus Federzeichnungen, die in Mappen oder Büchern gedruckt wurden. Daneben entstanden zahlreiche Arbeiten als Radierungen, Holzschnitte, Aquarelle und Ölgemälde. Postkarten, Notgeld-Scheine und verschiedenste Werbegrafik, Urkunden und Wappen ergänzten das vielseitige Repertoire.
1926 und 1927 entstanden zwölf lavierte Federzeichnungen einer Reihe „Das Biedermeier-Kassel ca.1825-1838“. Hier ging Metz erstmals etwa hundert Jahre in die Vergangenheit zurück, stellte teilweise längst verschwundene Bauten nach alten Stichen dar und belebte die Bilder mit Figuren aus jener Zeit.
Damit hatte Metz sein spezielles Arbeitsgebiet gefunden, das er von da ab ausbaute. Seine Maltechnik konzentrierte sich auf Gouachen. Seine Objekte, malerische Bauten oder Ensembles, überwiegend aus dem kurhessischen Raum, stellte er in einer ganz bestimmten Zeit dar, meist im 19., aber auch 18. und 17. Jahrhundert. So entstanden belebte Szenen aus der Vergangenheit, detailreiche Rekonstruktionen, die keine „Historienmalerei“ sein sollten. Seine „Hessischen Uniformbilder der Biedermeierzeit“ (1964) gelten als kleine Hessische Militärgeschichte.
In seiner 54-jährigen Schaffenszeit seit 1919 malte Metz in Gouache-Technik rund 120 Bilder mit Motiven der Stadt Kassel, 150 Bilder aus Eschwege und eine ebenso große Zahl aus weiteren hessischen und anderen Städten und Dörfern. Dazu kommen etwa 80 Uniformbilder, 30 Ölgemälde, dazu über 50 Holzschnitte und Radierungen sowie etwa 150 Federzeichnungen.
Ein erheblicher Teil der Metz-Bilder befindet sich in Privatbesitz, zumal darunter Auftragsarbeiten sind. Die Stadt Eschwege besitzt 46 Originale, davon 24 Uniformbilder. Im Stadtmuseum Kassel befinden sich 29 Werke, darunter Dauerleihgaben. Das Museum der Stadt Bad Hersfeld hat in 24 Blättern die Militärgeschichte der Stadt darstellen lassen.

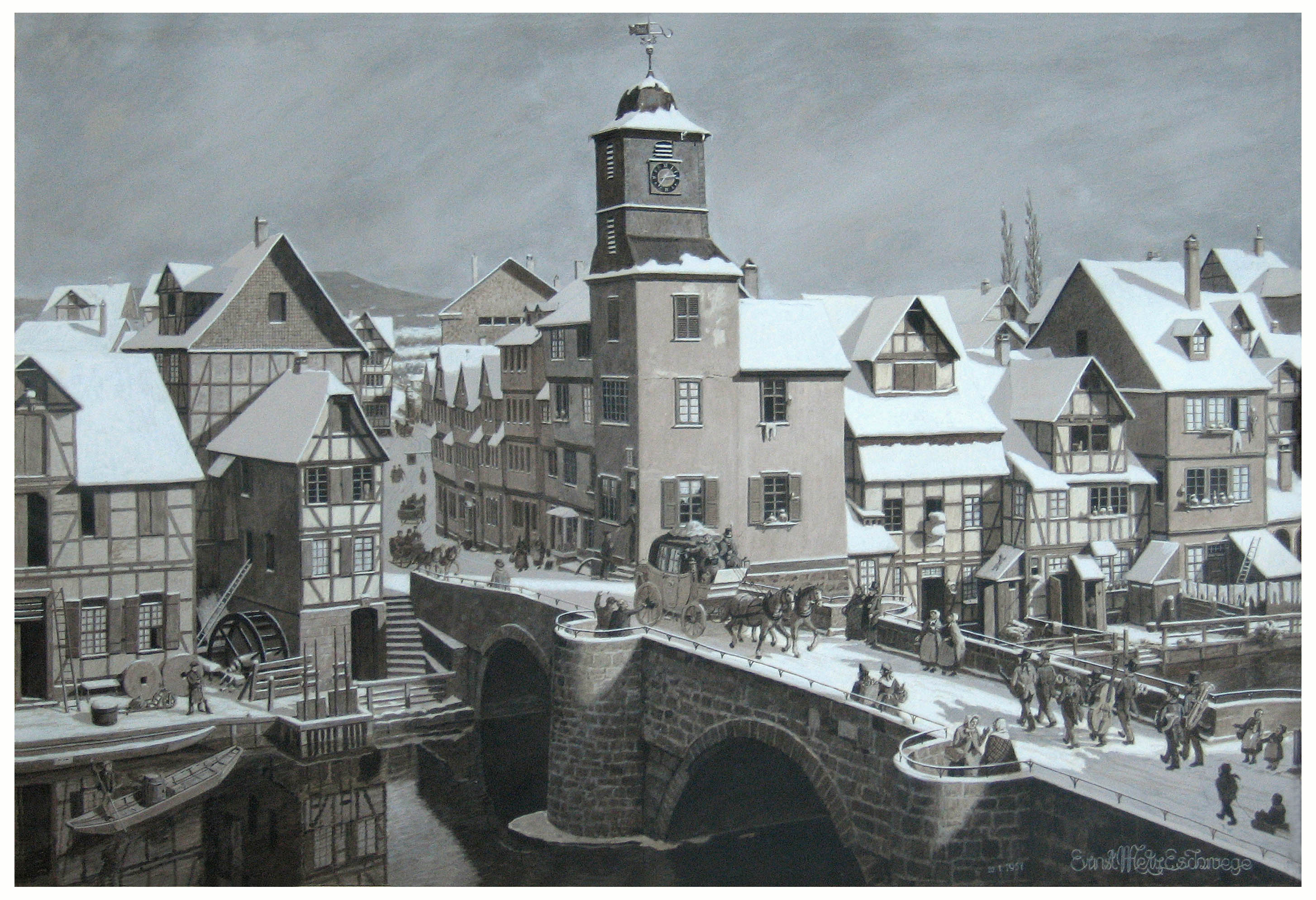
Eschwege, Brückentürmchen 1850

## Rezeption
Eine große Einzelausstellung mit etwa 180 Werken wurde zum 80. Geburtstag von Ernst Metz in der damals neuen Stadthalle von Eschwege vom 28. November bis 12. Dezember 1971 gezeigt.
Posthum gab es mehrere Einzelausstellungen, unter anderem 1974 in Schloss Bellevue in Kassel und 1992 im Landgrafenschloss in Eschwege, mehrfach im Stadtmuseum Kassel.
Gemäß Beschluss der Stadtverordnetenversammlung der Stadt Eschwege vom 15. Juni 1962 wurde die Straße „Am Feld“ in „Ernst-Metz-Straße“ umbenannt. Eine Begründung ist dem Beschluss nicht zu entnehmen. Aufgrund seiner nationalsozialistischen Vergangenheit ist Ernst Metz Teil der Kontroverse um Straßennamen in Eschwege.
Zum 80. Geburtstag erhielt er die Stadtmedaille der Stadt Kassel.
Im Februar 2011 wurde die Briefmarke Zweiburgenblick im Werratal in Anlehnung an ein historisierendes Gemälde von ihm herausgegeben.
Ernst Metz hatte nie ein Verzeichnis seiner Arbeiten geführt. Erst zwanzig Jahre nach seinem Tod konnte Sohn Harald Metz beginnen, das Werkeverzeichnis zusammenzutragen. 1999 ergab sich die Gelegenheit, es in gekürzter Form im Band „Historische Ansichten aus alten deutschen Städten“ zu veröffentlichen.

## Buch- und Mappenwerke
- Ernst Metz: Durchs Werratal, 10 Federzeichnungen, 4 S. Geleittext von Prof. Ulrich Otto Vollprecht Eschwege 1919
- W. Ulrich: Das Werratal, Wanderbuch durch die Werralandschaft vom Thüringer Walde bis Münden, mit 25 Federzeichnungen von Ernst Metz, Otto Vollprecht Eschwege 1920, 2. Aufl. 1921
- Ernst Metz: Alt-Cassel, Federzeichnungen, 16 Bildtafeln, 2 S. Text von Paul Heidelbach, A. Bernecker Melsungen 1922 (in 2 Mappen), Nachdruck 1973, Geleittext mit Text von Paul Heidelbach 1922, Bremer Druck Kassel 1973 (in 1 Mappe)
- Eschwege, 12 Federzeichnungen mit 5 S. Text von Prof. Wilh. Ulrich, Johs. Braun, Eschwege 1925, Neudruck Hessenland-Verlag, Wanfried 1972
- Ernst Metz: Alt-Eschwege in Bildern von Ernst Metz, 7 Bildtafeln, 3 S. Text von Hanno Beck, Dieter Vollprecht, Eschwege 1957
- Ernst Metz: Hochfürstlich Hessische Residenzstadt Cassel, 20 Bildtafeln, 56 S. Historische Erläuterungen des Malers, Einführung von Dr. Leopold Biermer, Friedrich Lometsch-Verlag, Kassel 1961
- Ernst Metz: Bilder aus einer alten Stadt, Eschwege an der Werra, 32 Bildtafeln, 36 S. Erläuterungen des Malers, Vorwort von Eva-Maria Thom, A. Roßbach, Eschwege 1962 (Englische Ausgabe: Images of an Old Town)
- Ernst Metz: Hessische Uniformbilder der Biedermeierzeit 1825-45, 12 Bildtafeln, 5 S. Einführung und 81 S. Erläuterungen von Ernst Metz, Friedrich Lometsch-Verlag, Kassel 1964
- Ernst Christopher Metz: Bilder einer alten Stadt, 18 Bildtafeln, 22 S. Erläuterungen des Malers, Würdigung von Dr. Robert Kleinert und Dieter E. Kesper, Rotaro A. Roßbach, Eschwege 1973
- Ernst Christopher Metz: Bilder aus Kassel, Kulturgeschichtliche Dokumentationen, 8 Bildtafeln, Friedrich Lometsch-Verlag, Kassel 1974
- Ernst Christopher Metz: Alt-Melsungen, 8 Bildtafeln, A. Bernecker, Melsungen 1975
- Ernst Christopher Metz: Stadt und Land im Zauber der Vergangenheit, 48 Bildtafeln, 11 Abb. im Text, 4 S. Einführung, 24 S. Text Rettende Bilder von Rolf Hochhuth, Winkler-Verlag, München 1976 (und Bertelsmann Gütersloh)
- Ernst Christopher Metz: Residenzstadt Cassel, 27 Bildtafeln, 52 S. Text, Einführung von Gerhard Seib und Angelika Nold, Friedrich Lometsch-Verlag, Kassel 1980

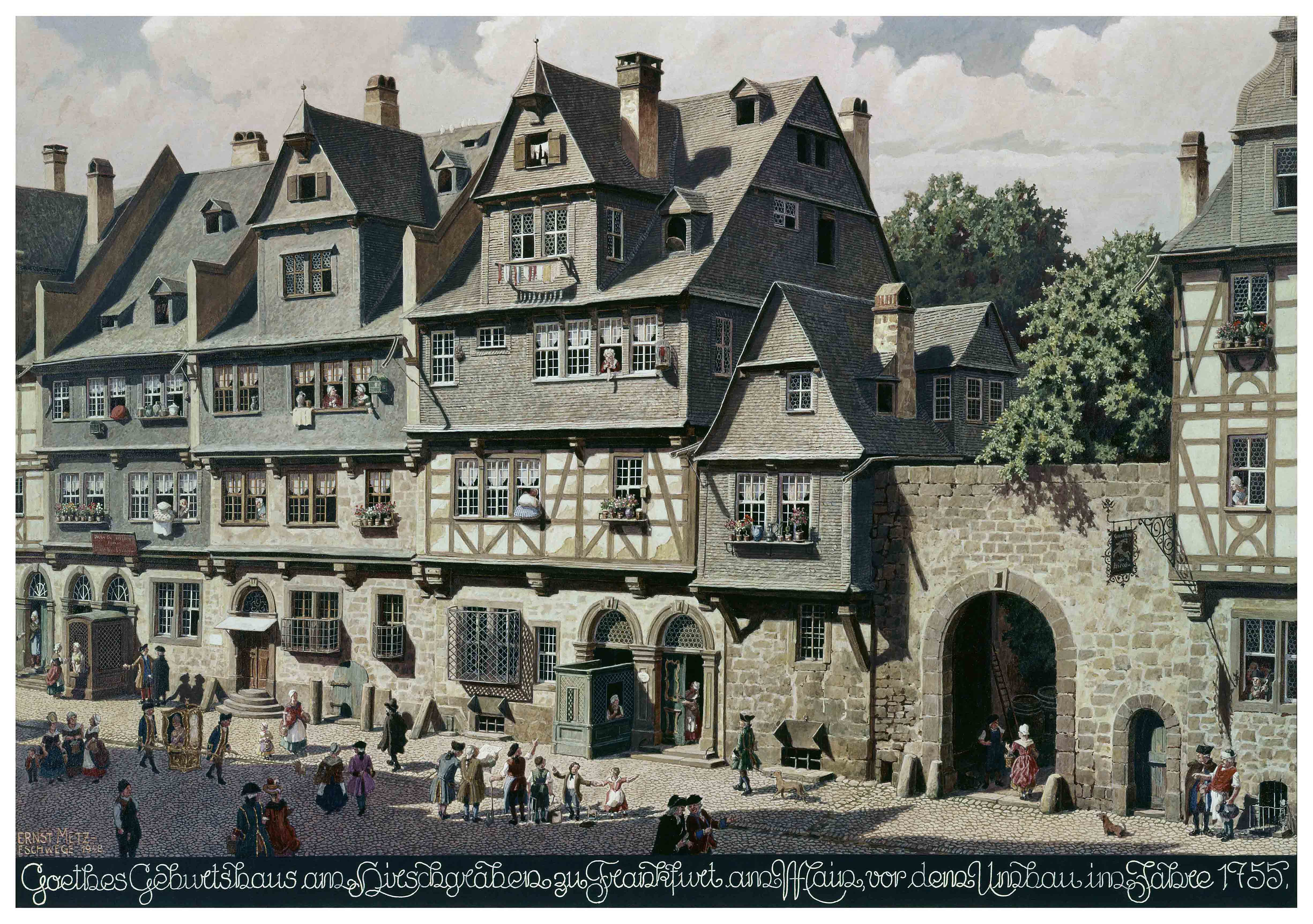
Frankfurt, Goethehaus vor 1755

- Ernst Christopher Metz: Romantik im Werratal, 9 Bildtafeln, 1 Blatt Geleittext von Friedel Metz, A. Roßbach, Eschwege 1986